# 1979 ve filmu

## Filmy roku 1979

### České / československé filmy
- Báječní muži s klikou (režie: Jiří Menzel)
- Božská Ema (životopisný, režie: Jiří Krejčík)
- Housata (režie: Karel Smyczek)
- Indiáni z Větrova (režie: Július Matula)
- Jak je důležité míti Filipa (režie: Jiří Bělka)
- Lásky mezi kapkami deště (režie: Karel Kachyňa)
- Panelstory aneb Jak se rodí sídliště (režie: Věra Chytilová)
- Smrt stopařek (režie: Jindřich Polák)

### Zahraniční filmy
- ...a spravedlnost pro všechny (režie: Norman Jewison)
- Agatha (režie: Michael Apted)
- Apokalypsa (režie: Francis Ford Coppola)
- Byl jsem při tom (režie: Hal Ashby)
- Kramerová versus Kramer (režie: Robert Benton)
- Láska na útěku (režie: François Truffaut)
- Monty Python: Život Briana (režie: Terry Jones)
- Moonraker (režie: Lewis Gilbert)
- Norma Rae (režie: Martin Ritt)
- Plechový bubínek (režie: Volker Schlöndorff)
- Rocky II (režie: Sylvester Stallone)
- Růže (režie: Mark Rydell)
- Stalker (režie: Andrej Tarkovskij)
- Star Trek: Film (režie: Robert Wise)
- Šerif a mimozemšťan (režie: Michaele Lupo)
- Šílený Max (režie: George Miller)
- The Warriors (režie: Walter Hill)
- Vetřelec (režie: Ridley Scott)
- Vlasy (režie: Miloš Forman)
- Zrození Beatles (režie: Richard Marquand)